# 中国文艺理论学会
中国文艺理论学会（Chinese Association of Literary and Art Theory）是1979年5月创立于西安的中华人民共和国全国性学术组织。

## 简介
原名高等学校文艺理论研究会。1985年改为现名，王元化任会长。1993年徐中玉任会长。会址设在华东师范大学。
据其章程，为“全国性学术专业团体，由从事文艺理论教学、研究、评论和编辑出版工作的专业人员自愿组成，是非营利性的社会组织。”
主要活动有学术会议、年会、学术研讨会、青年论坛等。
设有网络文学研究分会。

## 历次年会
| 地点     | 日期       | 主办单位       | 会议主题                                   |
| -------- | ---------- | -------------- | ------------------------------------------ |
| 陕西西安 | 1979年5月  | 西北大学等     | 全国高等学校文艺理论研究会创作方法学术研讨 |
| 江西庐山 | 1980年8月  | 江西大学等     | 文艺与政治关系                             |
| 广东广州 | 1982年3月  | 中山大学等     | 高校文艺理论教材教法的改革问题             |
| 广西桂林 | 1985年3月  | 广西师范大学等 | 文艺理论研究方法的更新与多样化             |
| 安徽芜湖 | 1988年5月  | 安徽师范大学等 | 新时期文学的现实主义问题                   |
| 上海     | 1993年11月 | 华东师范大学等 | 五四新文学以来文艺理论研究的回顾与展望     |
| 南京     | 1999年6月  | 南京师范大学等 | 20世纪中国文论的回顾与展望                 |
| 上海     | 2006年12月 | 华东师范大学等 | 大众传媒时代的文学生产                     |
| 广东广州 | 2008年12月 | 暨南大学等     | 批评理论与当下文学生产                     |
| 江苏南京 | 2010年10月 | 南京大学       | 文学与形式                                 |

## 期刊
- 《文艺理论研究》[15]